# Річард III (фільм, 1955)
«Річард III» (англ. Richard III) — фільм, історична драма британського режисера Лоуренса Олів'є. Екранізація однойменної драми Вільяма Шекспіра, яка визнається багатьма критиками наймасштабнішою та найуспішнішою. Стрічка отримала більше десяти престижних кінематографічних нагород, включаючи премію BAFTA за Найкращий фільм та премію Срібний ведмідь Берлінського кінофестивалю.

## Сюжет
Англія, кінець XV століття. У ході Війни Червоної і Білої троянд на трон сходить король Едуард IV. Його брат Річард III, який активно сприяв йому в цьому, таємно заздрить успіху Едуарда і гірко тужить про власну фізичну потворність. Незважаючи на це, завдяки лестощам і майстерності зваблювання, він домагається згоди на шлюб від молодої знатної вдови леді Анни, навіть з урахуванням того, що та знає про його пряму участь у смертях як її батька, так і попереднього чоловіка. Річард обмовляє в очах короля, а пізніше організовує вбивство середнього зі своїх братів — герцога Кларенса. Дізнавшись про його смерть, король Едуард IV помирає, перед смертю призначивши Річарда лордом-протектором. Той негайно усуває останню перешкоду на шляху до престолу: запроторює в Тауер малолітніх синів померлого монарха, — Едуарда V і Річарда Йоркського. Річард III стає королем Англії, проте не знаходить духовного спокою: його мучать примари убитої ним людини.
Правлінню узурпатора протистоїть опозиція на чолі з Генріхом Тюдором. Армії сторін сходяться в битві при Босворті. У вирішальний момент битви війська Річарда переходять на бік супротивника. Залишений усіма, він кидається у відчайдушну сутичку. Під ним гине кінь. Перед смертю Річард вигукує: «Коня! Коня! Півцарства за коня»! (англ. «A horse! A horse! My kingdom for a horse!»).

## В ролях
- Седрік Гардвік — Едуард IV, король Англії
- Лоуренс Олів'є — Річард III, молодший брат Едуарда IV, пізніше — король Англії
- Джон Гілгуд — Джордж (Георг), герцог Кларенс, середній з братів правлячої династії
- Клер Блум — леді Анна
- Ральф Річардсон — герцог Бекінгем
- Стенлі Бейкер — Генріх Тюдор, граф Річмонд
- Мері Керрідж — королева Єлизавета, дружина Едуарда IV
- Пол Г'юсон — Едуард V, син Едуарда IV
- Енді Шайн — Річард, 1-й герцог Йорк, син Едуарда IV

## Нагороди
- 1956 — премія Премія БАФТА у кіно: Найкращий фільм, Найкращий британський фільм, Найкраща чоловіча роль (Лоуренс Олів'є).
- 1956 — Берлінський кінофестиваль: Срібний ведмідь
- 1956 — Національна рада кінокритиків США: Найкращий іноземний фільм.
- 1956 — Об'єднання кінокритиків Нью-Йорка: Найкращий актор, третє місце (Лоуренс Олів'є).
- 1957 — номінація на премію «Оскар» за найкращу чоловічу роль (Лоуренс Олів'є).
- 1957 — італійська національна премія Давид ді Донателло: Найкращий іноземний актор і Найкраща продюсерська робота (обидві — Лоуренс Олів'є).
- 1957 — Золотий глобус: Найкращий англомовний іноземний фільм.
- 1957 — премія Юссі : Найкращий іноземний актор (Лоуренс Олів'є).

## Критика
Оглядач «Chicago Reader» називає картину найточнішою і найкласичнішою екранізацією п'єси Шекспіра, що стала однією з найбільш хвилюючих постановок сюжету про злодійство і зраду. Газета «The New York Times» (березень, 1956 рік) вважає, що єдина трансляція цього фільму на телебаченні США внесла такий вклад в знайомство глядача цієї країни з творчістю Шекспіра, якого не було досягнуто за усю попередню історію кіно і ТБ.

## Додаткова інформація
Після зйомок цього фільму було задумано ще декілька масштабних екранізацій творів Шекспіра, починаючи з «Макбета», де в головній жіночій ролі повинна була знятися Вів'єн Лі. Проте смерть головного фінансиста і продюсера проекту Александра Корди завадила цим планам.